# Seemann
«Seemann» ("marinero" en alemán) es el segundo sencillo de la banda alemana de metal industrial Rammstein, extraído en su disco Herzeleid. Esta canción fue compuesta completamente por el bajista Oliver Riedel, y posee una línea de bajo armónica y compleja, que se destaca a lo largo de toda la canción.
En sus conciertos, durante esta canción, el teclista Christian Lorenz solía navegar sobre el público en un bote hinchable. Este truco luego fue presentado por el bajista Oliver Riedel durante la canción Stripped. Ahora este truco es presentado nuevamente por Christian Lorenz durante la canción Haifisch, aunque durante un concierto en Alemania este truco fue hecho por Richard Kruspe.
En el video aparecen Christoph Schneider, Oliver Riedel, Paul Landers y Richard Kruspe arrastrando con sogas una embarcación varada en la arena dentro de la cual se encuentran Till Lindemann y Christian Lorenz. El bote acaba en llamas. En el videoclip se intercalan imágenes de una mujer con vestimenta normal y simulando una virgen.
La banda finlandesa Apocalyptica realizó una versión (y un video inspirado en el original) de esta canción junto con la cantante alemana Nina Hagen.
- Datos: Q84171